# Seznam děkanů Provozně ekonomické fakulty Mendelovy univerzity v Brně
Toto je seznam děkanů Provozně ekonomické fakulty Mendelovy univerzity v Brně.
1. Václav Káš (1959–1960)
2. Alois Grolig (1960–1966)
3. Jaroslav Kubíček (1966–1973)
4. Jan Truksa (1973–1979)
5. Rudolf Kovář (1979–1990)
6. Karel Vinohradský (1990–1991)
7. Jiří Lanča (1991–1997)
8. Jana Stávková (1997–2003)[2]
9. Bohumil Minařík (2003–2006)[3]
10. Jana Stávková (2006–2014)[4]
11. Arnošt Motyčka (2014–2018)[5]
12. Pavel Žufan (2018–2023)[6][7]
13. Svatopluk Kapounek (od 2023)[8]